# Nikaea longipennis
Nikaea longipennis là một loài bướm đêm thuộc phân họ Arctiinae, họ Erebidae.